# NHK広尾ラジオ中継局
NHK広尾ラジオ中継局（エヌエイチケイひろおラジオちゅうけいきょく）は、北海道広尾郡広尾町並木通東にあるNHK帯広放送局ラジオ第1放送の中継局である。

## 概要
- 広尾町並木通東3丁目にあり、広尾町、大樹町、幕別町忠類、豊頃町大津、浦幌町厚内など、十勝総合振興局沿岸部を中心に電波を発射している。
- NHK帯広第2とHBCラジオ、STVラジオは、釧路送信所と帯広送信所でカバーする。

## 中継局概要
| 周波数 （kHz） | 放送局名    | 空中線 電力 | 放送対象地域 | 放送区域 内世帯数 | 開局日        |
| -------------- | ----------- | ----------- | ------------ | ----------------- | ------------- |
| 1584           | NHK 帯広第1 | 100W        | 十勝圏       | -                 | 1961年 2月1日 |